# VG-1.4
La Vía de Alta Capacidad Cee-Sardiñeiro o Variante de Sardiñeiro es una vía para automóviles de la Junta de Galicia que transcurre entre Cee y Sardiñeiro, diseñada como una carretera limitada a 90 km/h para ser una vía de corta distancia y de poca Intensidad media diaria (IMD). No cumplen los estándares de doble calzada (autovía), ni esta previstada para la duplicación de esta dicha vía. La longitud de este tramo es de 4,86 kilómetros.
Fue inaugurado en 2011 como una alternativa de evitar la travesía de Cee y Corcubión con el rodeo de unos 8,8 kilómetros a través de las carreteras autonómicas gallegas AC-552 y AC-445.

## Tramos
| Denominación | Tramo                              | Kilómetros | Año servicio |
| ------------ | ---------------------------------- | ---------- | ------------ |
| VG-1.4       | AC-552 Lobelos - AC-445 Sardiñeiro | 4,9        | 2011         |

## Salidas
| Velocidad | Esquema | Salida | Sentido Sardiñeiro                                                                                  | Carriles | Sentido Lobelos | Carretera | Notas |
| --------- | ------- | ------ | --------------------------------------------------------------------------------------------------- | -------- | --- | --------- | ----- |
|           |         |        | Comienzo de Variante de Sardiñeiro VG-1.4 Procede de: AC-552 Lobelos                                |          | Fin de Variante de Sardiñeiro VG-1.4 Incorporación final: AC-552 Dirección final: AC-552 Carballo La Coruña parque empresarial AC-552 Cee AC-445 Corcubión | AC-552    |       |
|           |         |        | Sin enlaces 2000 m                                                                                  |          | Sin enlaces 2000 m |           |       |
|           |         |        | Sin enlaces 1500 m                                                                                  |          | Sin enlaces 1500 m |           |       |
|           |         |        | Fin de Variante de Sardiñeiro VG-1.4 Dirección final: AC-445 Corcubión AC-445 Sardiñeiro Finisterre |          | Inicio de Variante de Sardiñeiro VG-1.4 Procede de: AC-445 Sardiñeiro                                                                                      | AC-445    |       |